# Mariina skála
Die Mariina skála (deutsch: Marienfels) ist ein 428 m n.m. hoher Felsberg in der Böhmischen Schweiz unweit von Jetřichovice (Dittersbach) in Tschechien. Er wurde im 19. Jahrhundert nach Fürstin Marie Kinsky benannt. Davor wurde die Erhebung Spitzgestein oder Grosser Spitziger genannt. Der Marienfels gehört zu den schönsten Aussichtspunkten der Böhmischen Schweiz. Er wird von 100.000 Menschen im Jahr besucht (Stand 2020).

## Geschichte
Im Auftrag des Adelsgeschlechts Kinsky erfolgte im 19. Jahrhundert der touristische Ausbau der Sandsteinfelsenwelt rund um Dittersbach. In diesem Zusammenhang wurde 1856 unter Ferdinand Bonaventura Fürst Kinsky auf dem Gipfel des Marienfeld eine hölzerne Unterstandshütte in Form eines Altans errichtet, die u. a. als Brandwache diente.
In der Nacht zum 9. September 2005 wurde die Hütte durch einen Waldbrand stark beschädigt. Die Höhe des Schadens belief sich auf 200.000 Kč. Ein weiterer Waldbrand in der Umgebung des Marienfelsens ereignete sich am 22. Juli 2006. Die Hütte – die erst drei Wochen vorher erneuert worden war – blieb dabei verschont.
Der Zugang zur Unterstandshütte musste 2018 gesperrt werden, da die hölzerne Verankerung durch Schimmel marode geworden war. Da eine Reparatur nicht möglich war, erfolgte der Abbruch und die Installation eines neuen Altan als Metall-Holzkonstruktion. Die neue Konstruktion wurde Ende Februar 2021 mit mehreren Hubschrauberflügen auf den Fels gebracht und installiert.

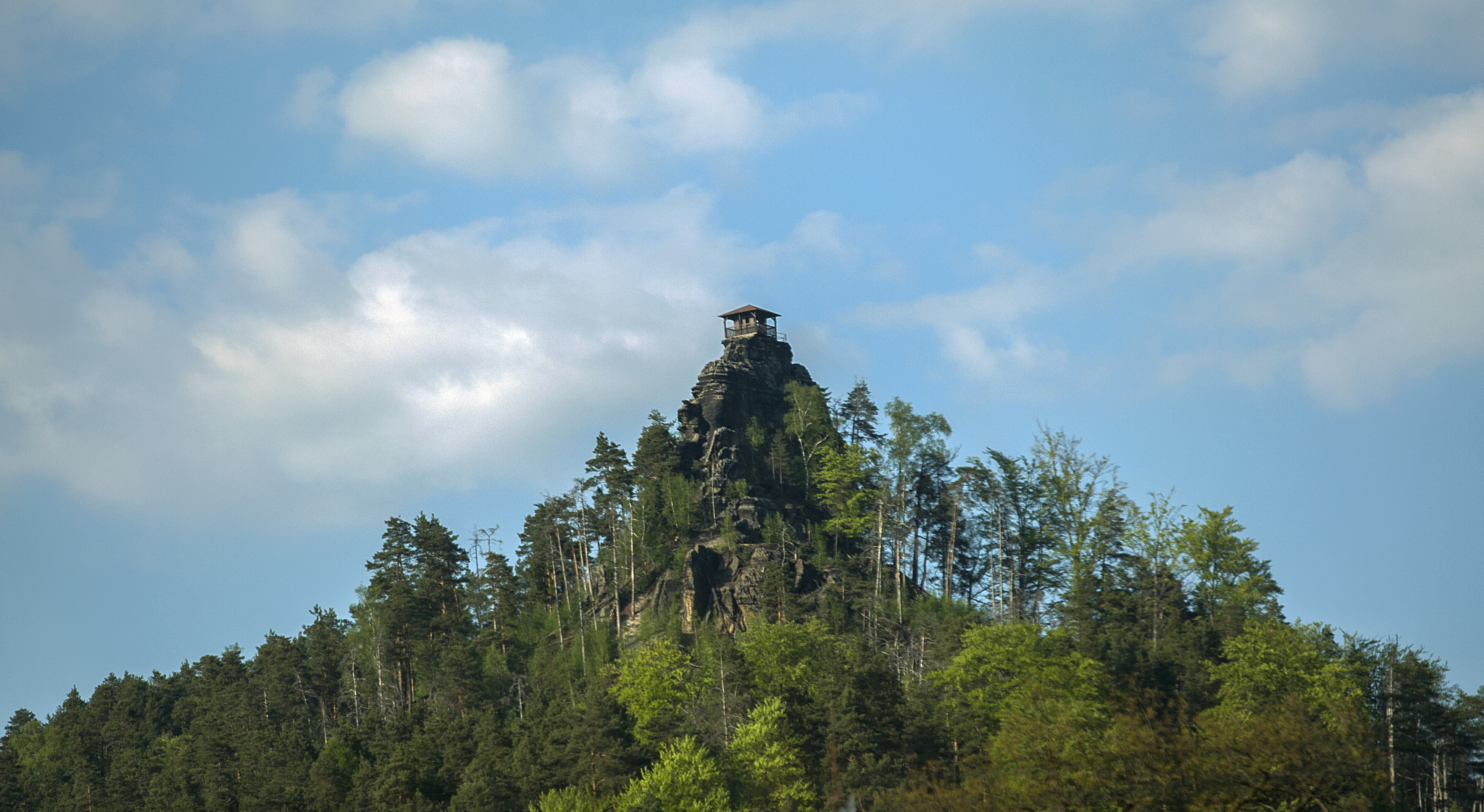
Der Marienfels mit der markanten Unterstandshütte (2012)
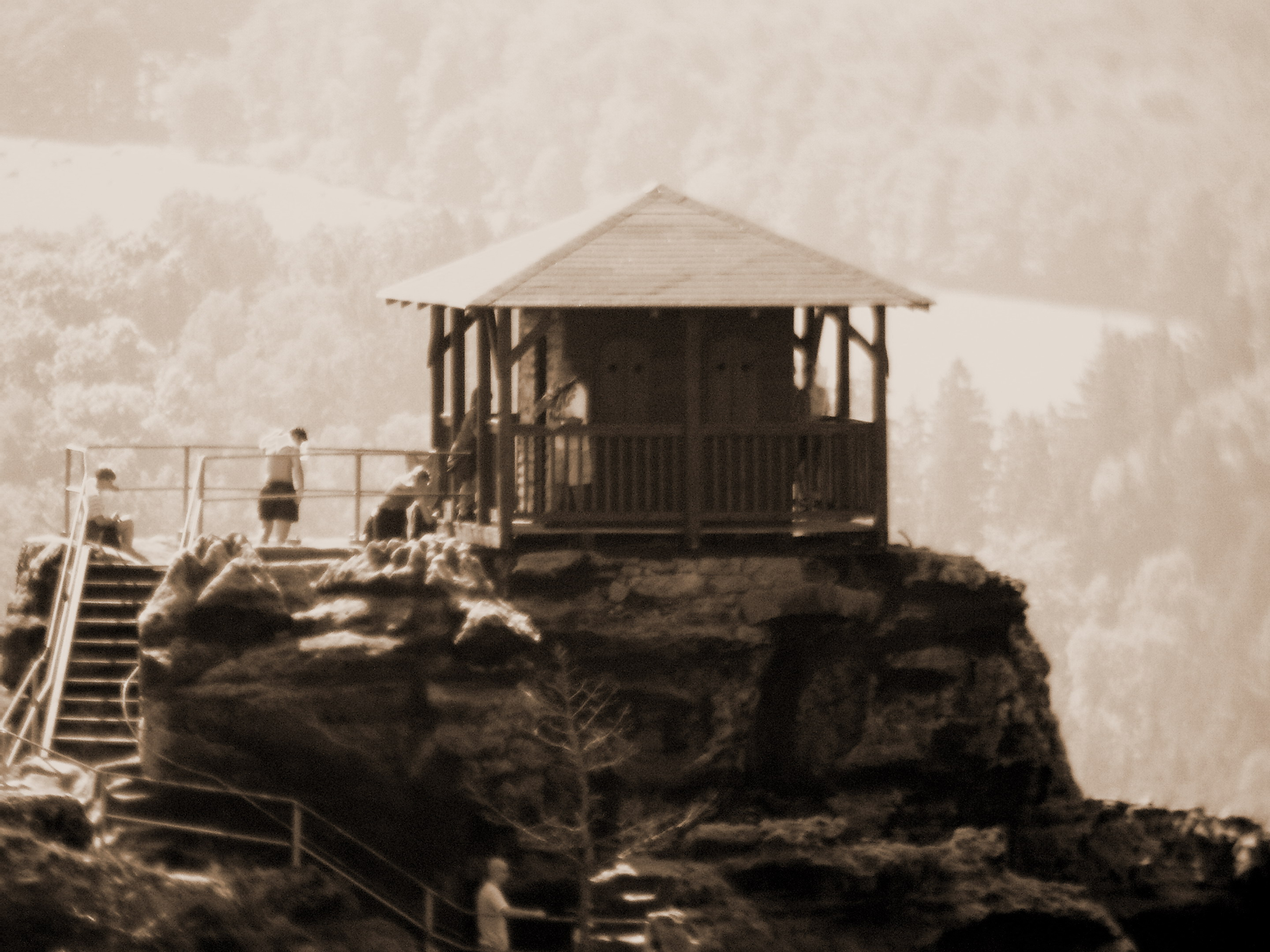
Die Hütte im Jahr 2007
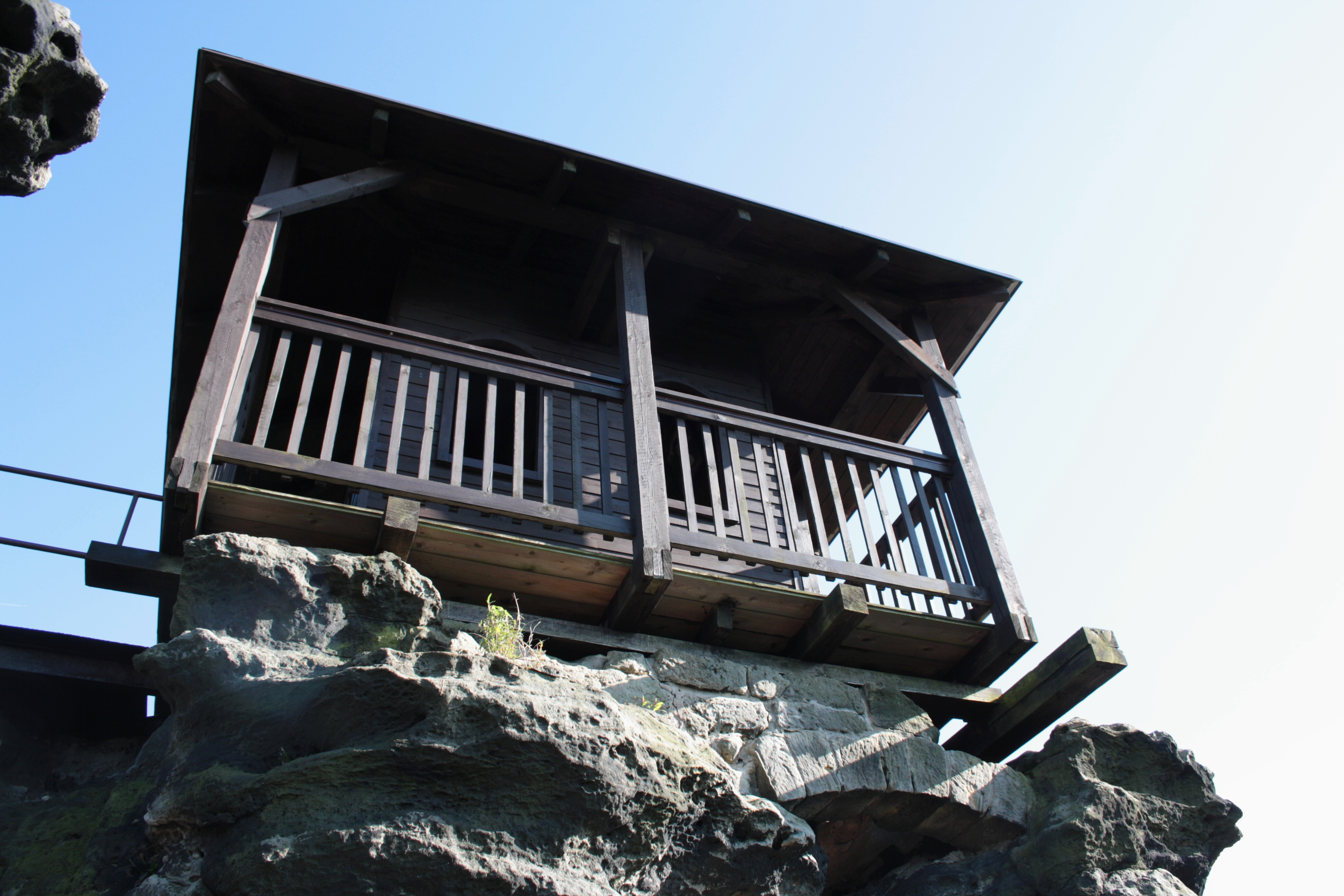
Detail der Stützkonstruktion (2012)
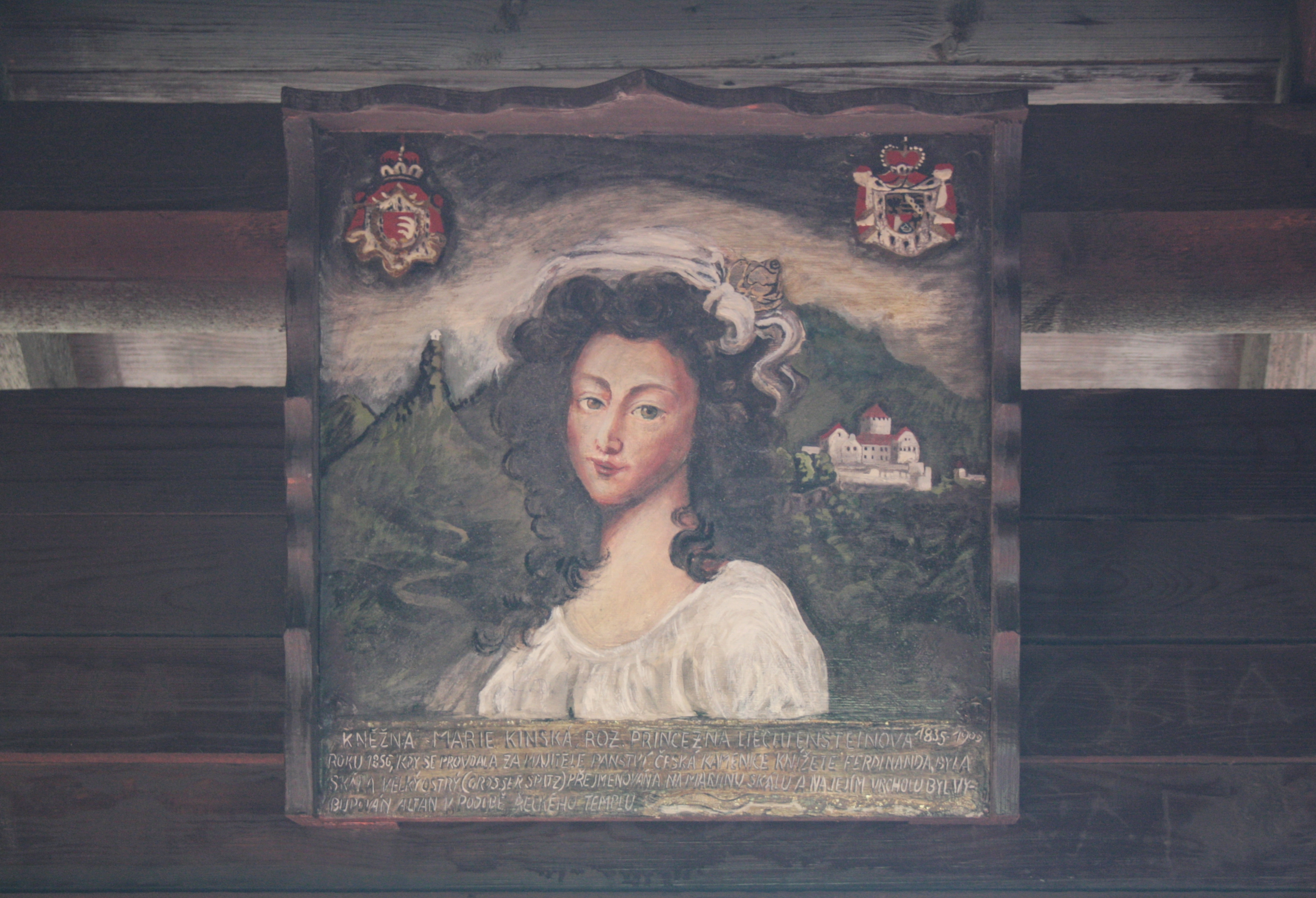
Bildnis von Fürstin Marie Anna Kinsky, einer gebürtigen Prinzessin von und zu Liechtenstein, in der Hütte (2012)
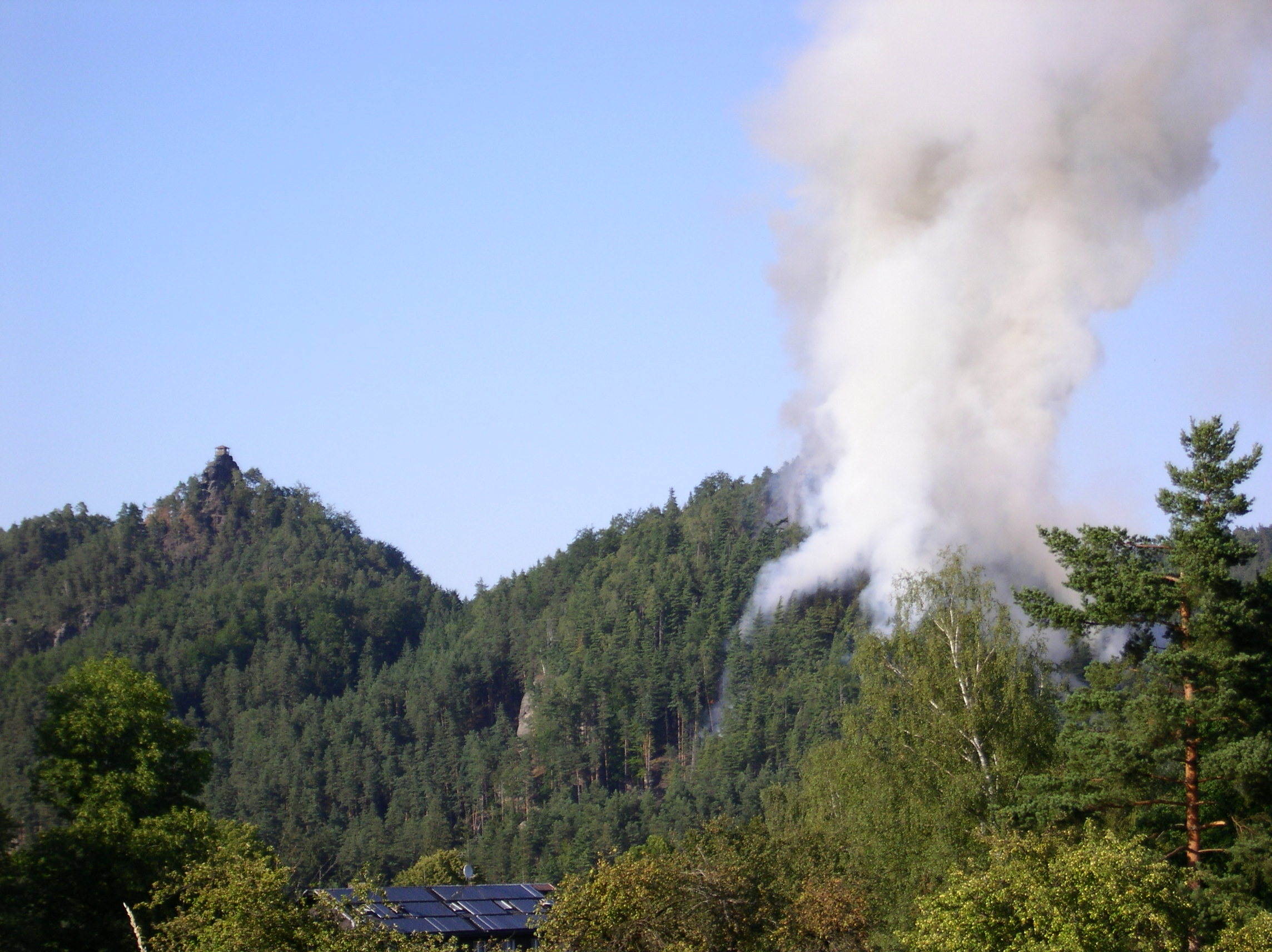
Waldbrand am 22. Juli 2006
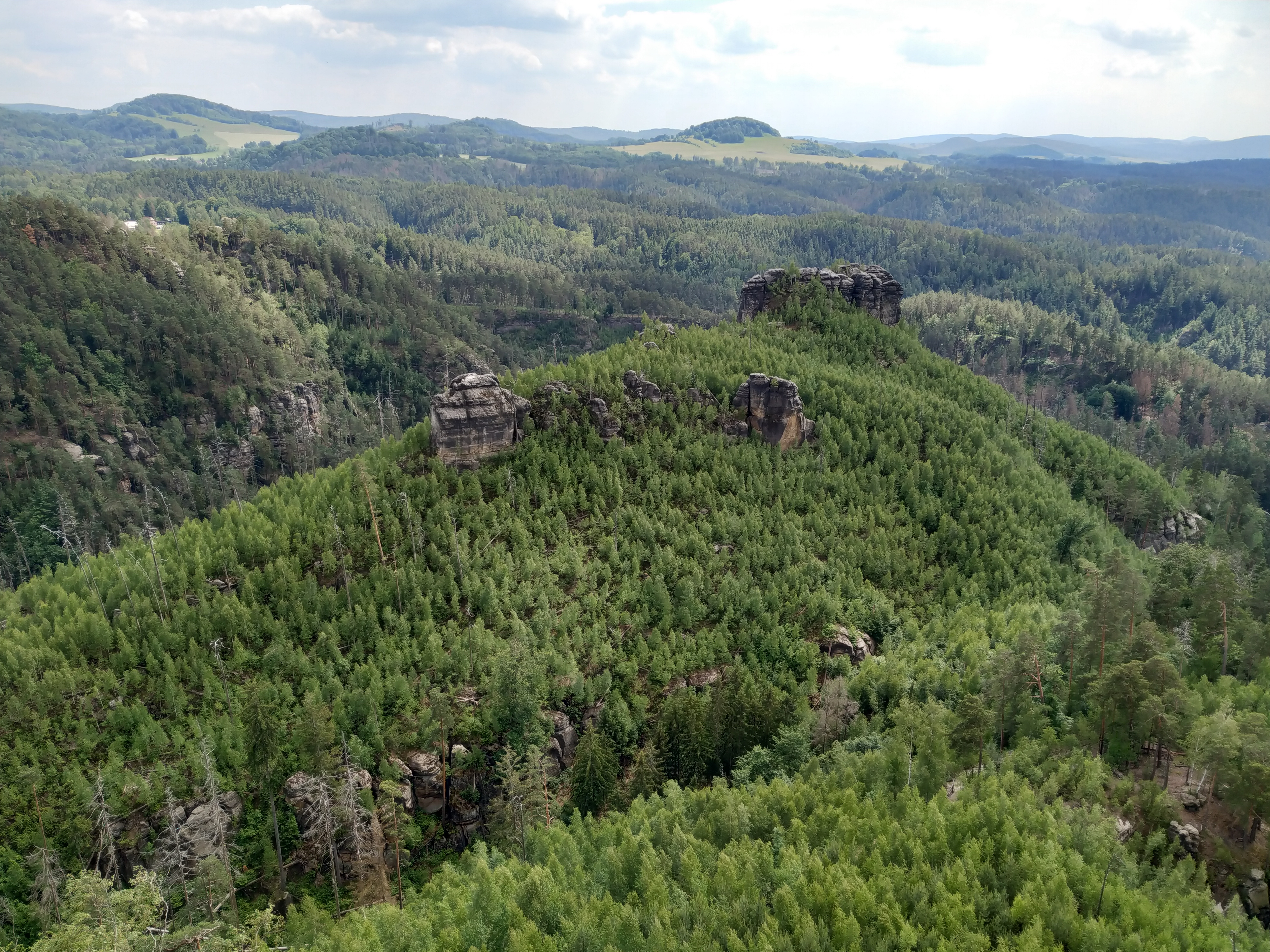
Aussicht nach Süden